# ليل جون
جوناثان سميث  (من مواليد 17 يناير 1972)، المعروف باسمه المسرحي ليل جون، هو منسق موسيقى أمريكي، ومنتج تسجيلات ومغني راب. لعب دورًا محوريًا في الانتشار التجاري لموسيقى الهيب هوب الفرعية المشهورة باسم كرنك (بالإنجليزية:crunk) في أوائل العقد الأول من القرن الحادي والعشرين، وغالبًا ما يُنسب إليه الفضل باعتباره أحد روادها. كان قائد فرقة الروك ليل جون وإيست سايد بويز، وأصدر معها خمسة ألبومات. عمل ليل جون إلى جانب عمله كمغن كمنتج تسجيلات لمعظم تسجيلات الفنانين الذين ساعدوا في نشر موسيقى الكرنك منهم مغني الراب بيتبول في ميامي، ومغني الراب المقيمين في منطقة الخليج تو شورت وإي-40، وزملائهم الفنانين المقيمين في أتلانتا لوداكريس وسيارا وأشر.
في مارس 2024 أعلن ليل جون اعتناقه للإسلام في مسجد الملك فهد في مدينة لوس أنجلوس في كاليفورنيا في الأسبوع الأول من رمضان لذلك العام، وظهر في مقطع فيديو تداولته وسائل التواصل الاجتماعي وهو ينطق الشهادتين باللغتين العربية والإنجليزية.

## ألبومات الفريق
- Get Crunk, Who U Wit: Da Album - 1997
- We Still Crunk - 2000
- Put Yo Hood Up - 2001
- Kings of Crunk - 2002
- Part II - 2003
- The King Of Crunk & BME Recordings Presents: Trillville/Lil Scrappy
- liljon/ramynetwork- 2005/2008

بالإضافة إلى أغاني مفرده ودويتو مع كثير من الفنانين.

## وصلات خارجية
- ليل جون على موقع IMDb (الإنجليزية)
- ليل جون على موقع ألو سيني (الفرنسية)
- ليل جون على موقع ميوزك برينز (الإنجليزية)
- ليل جون على موقع رولينغ ستون (الإنجليزية)
- ليل جون على موقع أول موفي (الإنجليزية)
- ليل جون على موقع إن إن دي بي (الإنجليزية)
- ليل جون على موقع أول ميوزيك (الإنجليزية)
- ليل جون على موقع ديسكوغز (الإنجليزية)
- ليل جون على موقع ديسكوغز (الإنجليزية)
- ليل جون على موقع ديسكوغز (الإنجليزية)

http://www.ramynetwork.tk
- ليل جون أون لاين نسخة محفوظة 27 نوفمبر 2005 على موقع واي باك مشين.
- مقالات عن الألبوم الأول